# Datana neomexicana
Datana neomexicana är en fjärilsart som beskrevs av Doll. 1911. Datana neomexicana ingår i släktet Datana och familjen tandspinnare. Inga underarter finns listade i Catalogue of Life.